# Cantonul Saint-Sauveur-sur-Tinée
Cantonul Saint-Sauveur-sur-Tinée este un canton din arondismentul Nice, departamentul Alpes-Maritimes, regiunea Provence-Alpes-Côte d'Azur, Franța.

## Comune
- Clans
- Ilonse
- Marie
- Rimplas
- Roubion
- Roure
- Saint-Sauveur-sur-Tinée (reședință)
- Valdeblore